# Zvjezdan Misimović
Zvjezdan Misimović (srbskou cyrilicí Звјездан Мисимовић; * 5. června 1982, Mnichov, Západní Německo) je bosenský fotbalový záložník a reprezentant, který hraje v sanmarinském klubu Tre Fiori FC. Je aktuálně fotbalistou s nejvíce starty za bosenský národní tým. Účastník Mistrovství světa 2014 v Brazílii.
Narodil se v Mnichově do rodiny bosenských Srbů, kteří sem přišli za prací koncem 60. let 20. století.

## Klubová kariéra
V Německu hrál za kluby Bayern Mnichov, VfL Bochum, 1. FC Norimberk a VfL Wolfsburg. Ve Wolfsburgu vytvořil bosenskou dvojici s Edinem Džekem v úspěšné sezóně 2008/09, ve které Wolfsburg získal bundesligový titul.
Mezi jeho další angažmá patří turecké Galatasaray SK (2010–2011), ruské Dynamo Moskva (2011–2012) a čínský klub Guizhou Renhe FC.

## Reprezentační kariéra

### Jugoslávie
Zvjezdan Misimović byl do roku 2002 členem jugoslávských mládežnických výběrů U18 a U21. Zúčastnil se Mistrovství Evropy hráčů do 19 let 2001 ve Finsku, kde mladí Jugoslávci obsadili čtvrté místo. V reprezentaci U21 odehrál několik závěrečných minut v jediném zápase v listopadu 2002 proti Francii, poté mu trenér Vladimir Petrović sdělil, že má nadváhu, je pomalý a arogantní.

### Bosna a Hercegovina
Koncem roku 2003 a začátkem 2004 Misimović stále nehrál v žádné seniorské reprezentaci. V klubové tělocvičně Bayernu Mnichov jej oslovil tehdejší spoluhráč Hasan Salihamidžić, zda by nechtěl reprezentovat Bosnu a Hercegovinu. Zvjezdan souhlasil.
V bosenském reprezentačním A-mužstvu debutoval pod trenérem Blažem Sliškovićem proti domácímu týmu Makedonie 18. února 2004, kde nastoupil na hřiště v 61. minutě. Bosna a Hercegovina prohrála tento přátelský zápas 0:1.
Misimović patří mezi nemnoho bosenských hráčů, kteří v národním dresu docílili hattricku (mj. Elvir Bolić, Elvir Baljić, Zlatan Muslimović, Vedad Ibišević, Edin Džeko). Podařilo se mu to 10. září 2008 v domácím kvalifikačním utkání proti Estonsku. Svými brankami pomohl k drtivému vítězství 7:0.
7. září 2012 vstřelil dva góly domácímu Lichtenštejnsku, Bosna rozstřílela v kvalifikačním utkání domácí celek 8:1. 6. září 2013 nastoupil na domácím stadionu Bilino Polje v Zenici v kvalifikačním utkání na MS 2014 proti Slovensku, který Bosna prohrála 0:1. Šlo o první porážku bosenského týmu v tomto kvalifikačním cyklu. Nastoupil i v odvetném kvalifikačním zápase 10. září 2013 v Žilině, kde Bosna porazila Slovensko 2:1 a uchovala si naději na první místo v základní skupině G. Celkem v kvalifikaci na MS 2014 nastřílel 5 gólů, čímž přispěl k historicky prvnímu postupu Bosny a Hercegoviny na mundial.
Zúčastnil se Mistrovství světa 2014 v Brazílii, kde Bosna a Hercegovina obsadila se 3 body nepostupové třetí místo v základní skupině F. Po světovém šampionátu ukončil v srpnu 2014 reprezentační kariéru.